# Adicción sexual
La adicción sexual es un estado caracterizado por una conducta sexual compulsiva, es decir, la participación compulsiva en actividades sexuales, particularmente relaciones sexuales, a pesar de las posibles consecuencias negativas.        El concepto es polémico,   y ninguno de los dos principales sistemas de categorización médica convencionales reconoce la adicción al sexo como una condición médica real, sino que clasifica dicho comportamiento bajo etiquetas como comportamiento sexual compulsivo.
Existe un considerable debate entre psiquiatras, psicólogos, sexólogos y otros especialistas sobre si el comportamiento sexual compulsivo constituye una adicción (es decir, en este caso una adicción conductual) y, por tanto, su clasificación y posible diagnóstico. La investigación en animales ha establecido que el comportamiento sexual compulsivo surge de los mismos mecanismos transcripcionales y epigenéticos que median la adicción a las drogas en animales de laboratorio; sin embargo, a 2023, la adicción sexual no era un diagnóstico clínico ni en las clasificaciones médicas de enfermedades y trastornos médicos del MDE ni de la CIE. Algunos argumentan que aplicar tales conceptos a comportamientos normales como el sexo puede ser problemático y sugieren que aplicar modelos médicos como la adicción a la sexualidad humana puede servir para patologizar el comportamiento normal y causar daño. 
 Ninguno de los marcos oficiales de clasificación de diagnóstico incluye la "adicción sexual" como un trastorno distinto.
Los defensores de un modelo de diagnóstico para la adicción sexual consideran que es uno de varios trastornos relacionados con el sexo dentro de la conducta sexual compulsiva.  El término dependencia sexual también se utiliza para referirse a personas que informan no poder controlar sus impulsos, conductas o pensamientos sexuales. Los modelos relacionados o sinónimos de comportamiento sexual patológico incluyen la hipersexualidad (ninfomanía y satiriasis), la erotomanía, el donjuanismo y los trastornos relacionados con la parafilia.   
La CIE-11 creó una nueva clasificación de enfermedades y el trastorno de conducta sexual compulsiva cubre "un patrón persistente de incapacidad para controlar impulsos o impulsos sexuales intensos y repetitivos que resultan en una conducta sexual repetitiva".   Sin embargo, el CSBD (Compulsive sexual behaviour disorder = Conducta sexual compulsiva) no se considera una adicción y la Organización Mundial de la Salud no respalda el diagnóstico de adicción al sexo.    

## MDE
La Asociación Estadounidense de Psiquiatría (APA) publica y actualiza periódicamente el Manual diagnóstico y estadístico de los trastornos mentales (MDE), un compendio ampliamente reconocido de diagnósticos de salud mental. 
La versión publicada en 1987 (MDE-III-R), se refería a "la angustia por un patrón de conquistas sexuales repetidas u otras formas de adicción sexual no parafílica, que involucra una sucesión de personas que existen sólo como cosas para ser utilizadas".  Posteriormente se eliminó la referencia a la adicción sexual.  El MDE-IV-TR, publicado en el año 2000 (MDE-IV-TR), no incluía la adicción sexual como trastorno mental. 
Algunos autores sugirieron que la adicción sexual debería reintroducirse en el sistema MDE;  sin embargo, se rechazó la inclusión de la adicción sexual en el MDE-5, que se publicó en 2013.  Darrel Regier, vicepresidente del grupo de trabajo MDE-5, dijo que "[A]unque la 'hipersexualidad' es una nueva incorporación propuesta... [el fenómeno] no estaba en el punto en el que estuviéramos dispuestos a llamarlo adicción. " Según la APA, el diagnóstico propuesto no se incluyó debido a la falta de investigación sobre los criterios de diagnóstico del comportamiento sexual compulsivo.  
El MDE-5-TR, publicado en marzo de 2022, no reconoce el diagnóstico de adicción sexual.   

## ICD
La Organización Mundial de la Salud elabora la Clasificación Internacional de Enfermedades (ICD), que no se limita a los trastornos mentales. La versión aprobada más reciente de ese documento, ICD-10, incluye "deseo sexual excesivo" como diagnóstico (código F52.7), subdividiéndolo en satiriasis (para hombres) y ninfomanía (para mujeres). Sin embargo, la CIE clasifica estos diagnósticos como conductas compulsivas o trastornos del control de los impulsos y no como adicción.  La versión más reciente de ese documento, CIE-11, incluye el "trastorno de conducta sexual compulsiva"  como diagnóstico (código 6C72), pero no utiliza el modelo de adicción.  

## CCMD
La Sociedad China de Psiquiatría elabora la Clasificación China de Trastornos Mentales (CCMD), que se encuentra actualmente en su tercera edición. – el CCMD-3 no incluye la adicción sexual como diagnóstico.

## Otros
Algunos proveedores de salud mental han propuesto varios criterios, si bien similares, para diagnosticar la adicción sexual, incluidos Patrick Carnes,  Aviel Goodman,  y Jonathan Marsh.  Carnes escribió el primer libro clínico sobre adicción al sexo en 1983, basado en su propia investigación empírica. Su modelo de diagnóstico todavía es utilizado en gran medida por los  terapeutas certificados en adicción al sexo (CSAT) capacitados por la organización que fundó. Sin embargo, no se ha adoptado ninguna propuesta de diagnóstico para la adicción al sexo en ningún manual de diagnóstico médico oficial.
Durante la actualización del Manual Diagnóstico y Estadístico a la versión 5 (MDE-5), la APA rechazó dos propuestas independientes para su inclusión.
En 2011, la Sociedad Americana de Medicina de las Adicciones (ASAM), el mayor consenso médico de médicos dedicados al tratamiento y prevención de las adicciones,  redefinió la adicción como un trastorno cerebral crónico,  lo que amplió por primera vez la definición de adicción, desde sustancias hasta incluir conductas adictivas y búsqueda de recompensas, como el juego y el sexo. 

## Trastorno bipolar
Los pacientes con trastorno bipolar pueden presentar hipersexualidad durante los períodos de manía. Sin embargo, la literatura está bastante obsoleta y no se puede concluir que dichos casos puedan ser considerados una adicción sexual. 

## Trastorno límite de la personalidad
La CIE, el MDE y el CCMD enumeran la promiscuidad como un síntoma prevalente y problemático del trastorno límite de la personalidad. Las personas con este diagnóstico a veces participan en comportamientos sexuales que pueden parecer fuera de control, angustiando al individuo o atrayendo reacciones negativas de los demás.  Por lo tanto, existe el riesgo de que una persona que presenta adicción al sexo tenga en realidad un trastorno límite de la personalidad. Esto puede conducir a un tratamiento inadecuado o incompleto. 

## Revisiones médicas y declaraciones de posición
En noviembre de 2016, la Asociación Estadounidense de Educadores, Consejeros y Terapeutas en Sexualidad (AASECT), el organismo oficial para la terapia sexual y de relaciones en los Estados Unidos, emitió una declaración de posición sobre la adicción al sexo declarando que su organización "no encuentra evidencia empírica suficiente para apoya la clasificación de la adicción al sexo o la adicción a la pornografía como un trastorno de salud mental, y no considera que los métodos de capacitación y tratamiento de la adicción sexual y las pedagogías educativas estén adecuadamente informados por el conocimiento preciso de la sexualidad humana. Por lo tanto, es la posición de la AASECT la que vincula los problemas. La AASECT no puede promover la educación, el asesoramiento o la terapia relacionados con impulsos, pensamientos o comportamientos sexuales con un proceso de adicción a la pornografía/sexual como estándar de práctica para la impartición de educación, asesoramiento o terapia sexual. 
En 2017, tres nuevas organizaciones de salud sexual de EE. UU. no encontraron apoyo en su declaración de posición para la idea de que el sexo o las películas para adultos fueran adictivas. 
El 16 de noviembre de 2017, la Asociación para el Tratamiento de Abusadores Sexuales (ATSA) publicó una posición contra el envío de delincuentes sexuales a centros de tratamiento de adicciones sexuales.  Esos centros argumentaron que los comportamientos "ilegales" eran síntomas de adicción al sexo, lo que ATSA cuestionó porque no tenían evidencia científica que lo respaldara
Los neurocientíficos que investigan el sexo afirman que el sexo no es adictivo. No se cumplieron los criterios de adicción para las conductas sexuales: "los estudios experimentales no respaldan elementos clave de la adicción como el aumento del consumo, la dificultad para regular los impulsos, los efectos negativos, el síndrome de deficiencia de recompensa, el síndrome de abstinencia con cesación, la tolerancia o el aumento de los potenciales positivos tardíos". Además, la evidencia de una característica neurobiológica clave de la adicción es escasa en el caso del sexo. 
Sin embargo, a pesar de estos avances, la investigación relacionada con la adicción sexual aún está en sus primeras etapas. Falta de integración teórica, deficiencias en el rigor metodológico, escasez de muestras clínicas, excesiva dependencia de muestras de conveniencia (es decir, estudiantes universitarios o muestras de Mechanical Turk), ausencia total de estudios epidemiológicos, inconsistencias generalizadas en las definiciones y mediciones de CSB, y la falta de estudios de tratamiento todavía plagan la literatura relacionada con la adicción sexual. Si los científicos, investigadores y médicos en este campo quieren hacer avanzar el campo y brindar atención basada en evidencia a las personas que reportan comportamientos sexuales fuera de control, todo lo anterior es necesario. (Grubbs et al.2020) 

## Diagnóstico

### CIE-11
El Trastorno de Conducta Sexual Compulsiva se determina mediante los siguientes criterios:
- Patrón persistente de incapacidad para controlar impulsos o impulsos sexuales intensos y repetitivos que resultan en un comportamiento sexual repetitivo.
- El patrón de incapacidad para controlar los impulsos o deseos sexuales intensos y el comportamiento sexual repetitivo resultante se manifiesta durante un período prolongado (6 meses o más).
- Provoca malestar marcado o deterioro significativo en áreas personales, familiares, sociales, educativas, ocupacionales u otras áreas importantes del funcionamiento.
- La angustia que está enteramente relacionada con juicios morales y la desaprobación de impulsos, impulsos o comportamientos sexuales no es suficiente para cumplir con este requisito.

La CIE-11 agregó pornografía a CSBD.  La CSBD no es una adicción y no debe confundirse con la adicción al sexo.    

## Posibles mecanismos
La investigación en animales con ratas que exhiben un comportamiento sexual compulsivo ha identificado que este comportamiento está mediado por los mismos mecanismos moleculares en el cerebro que median en la adicción a las drogas.    La actividad sexual es una recompensa intrínseca que se ha demostrado que actúa como un reforzador positivo,  activa fuertemente el sistema de recompensa e induce la acumulación de ΔFosB  en parte del cuerpo estriado (específicamente, el núcleo accumbens).    La activación crónica y excesiva de ciertas vías dentro del sistema de recompensa y la acumulación de ΔFosB en un grupo específico de neuronas dentro del núcleo accumbens se ha implicado directamente en el desarrollo del comportamiento compulsivo que caracteriza la adicción.    
En humanos, también se ha observado en algunas personas que toman medicamentos dopaminérgicos un síndrome de desregulación de la dopamina, caracterizado por una participación compulsiva en la actividad sexual o el juego inducida por drogas.  Los modelos experimentales actuales de adicción a las recompensas naturales y a las drogas demuestran alteraciones comunes en la expresión genética en la proyección mesocorticolímbica.   ΔFosB es el factor de transcripción genética más importante implicado en la adicción, ya que su sobreexpresión viral o genética en el núcleo accumbens es necesaria y suficiente para la mayoría de adaptaciones neuronales y plasticidad que se producen;  se ha implicado en adicciones al alcohol, cannabinoides, cocaína, nicotina, opioides, fenilciclidina y anfetaminas sustituidas.    ΔJunD es el factor de transcripción que se opone directamente a ΔFosB.  Los aumentos en la expresión de ΔJunD del núcleo accumbens pueden reducir o, con un gran aumento, incluso bloquear la mayoría de las alteraciones neuronales observadas en el abuso crónico de drogas (es decir, las alteraciones mediadas por ΔFosB). 
ΔFosB también juega un papel importante en la regulación de las respuestas conductuales a las recompensas naturales, como la comida sabrosa, el sexo y el ejercicio.   Las recompensas naturales, como las drogas de abuso, inducen ΔFosB en el núcleo accumbens, y la adquisición crónica de estas recompensas puede resultar en un estado adictivo patológico similar.   Por lo tanto, ΔFosB también es el factor de transcripción clave involucrado en las adicciones a las recompensas naturales,   y en las adicciones sexuales en particular, ya que ΔFosB en el núcleo accumbens es fundamental para los efectos reforzadores de la recompensa sexual.  La investigación sobre la interacción entre las recompensas naturales y las drogas sugiere que los psicoestimulantes y la recompensa sexual poseen efectos de sensibilización cruzada y actúan sobre mecanismos biomoleculares comunes de neuroplasticidad relacionada con la adicción que están mediados a través de ΔFosB.  

## Tratamiento

### Asesoramiento
A partir de 2023, ninguno de los organismos reguladores oficiales de asesoramiento psicosexual o terapia sexual y de relaciones ha aceptado la adicción al sexo como una entidad distinta con protocolos de tratamiento asociados. De hecho, algunos profesionales consideran la adicción al sexo como un diagnóstico potencialmente dañino y establecen paralelismos con la terapia de conversión gay.  Como resultado, el tratamiento para la adicción al sexo lo brindan con mayor frecuencia profesionales de la adicción en el campo del asesoramiento que especialistas psicosexuales. Estos profesionales de la consejería suelen tener títulos de educación avanzados, incluidos títulos de maestría o doctorados en consejería o un campo relacionado como la psicología. Estos consejeros también pueden tener certificaciones como Consejeros profesionales autorizados (LPC-S) que deben tener una maestría o un nivel superior de educación. Los terapeutas y psicólogos suelen tener también una maestría en un campo de estudio relacionado. 
La terapia cognitivo-conductual es una forma común de tratamiento conductual para las adicciones y las conductas desadaptativas en general.  También se ha demostrado que la terapia dialéctica conductual mejora los resultados del tratamiento. Terapeutas certificados en adicción al sexo (CSAT) – un grupo de terapeutas de adicciones sexuales certificados por el Instituto Internacional para Profesionales de Trauma y Adicciones – Ofrecemos terapia conductual especializada diseñada específicamente para la adicción sexual.  Sus tratamientos aún no han sido sometidos a revisión por pares, por lo que no está claro si ayudan o perjudican a los pacientes.

### Grupos de apoyo en persona
Hay grupos de apoyo en persona disponibles en la mayor parte del mundo desarrollado. Ninguno tiene todavía evidencia científica que demuestre si son útiles o no, por lo que los asistentes lo hacen bajo su propio riesgo.
Los grupos de apoyo pueden ser útiles para personas sin seguro o con seguro insuficiente. También pueden ser útiles como complemento del tratamiento profesional. Además, pueden ser útiles en lugares donde los consultorios profesionales están llenos (es decir, no aceptan nuevos pacientes), escasos o inexistentes, o donde estos consultorios tienen listas de espera. Por último, pueden resultar útiles para los pacientes que se muestran reacios a gastar dinero en un tratamiento profesional.

## Epidemiología
Según una revisión sistemática de 2014, las tasas de prevalencia observadas de adicción sexual/trastorno hipersexual oscilan entre el 3% a 6%.  Algunos estudios sugieren que los adictos al sexo son desproporcionadamente hombres, un 80%. 

## Historia
La adicción al sexo como término surgió por primera vez a mediados de la década de 1970, cuando varios miembros de Alcohólicos Anónimos intentaron aplicar los principios de los 12 pasos hacia la recuperación sexual de la infidelidad en serie y otras conductas sexuales compulsivas inmanejables que eran similares a la impotencia y la ingobernabilidad que tenían. experimentado con el alcoholismo.  Ahora existen múltiples grupos de autoayuda de estilo de 12 pasos para personas que se identifican como adictos al sexo, incluidos Sex Addicts Anonymous, Sexaholics Anonymous, Sex and Love Addicts Anonymous y Sexual Compulsives Anonymous.

## Sociedad y cultura

### Controversia
La actividad sexual no consensuada es abuso sexual. El tratamiento de la adicción sexual generalmente no aborda los factores que llevan a las personas a abusar sexualmente de otras. — Asociación para el Tratamiento de Abusadores Sexuales 
La controversia en torno a la adicción sexual se centra en su identificación, a través de un modelo de diagnóstico, en un ámbito clínico. Como se señala en las revisiones de la literatura médica actual, se ha observado un comportamiento sexual compulsivo en humanos; También se ha observado clínicamente conducta sexual compulsiva inducida por fármacos en algunos individuos que toman fármacos dopaminérgicos.  Además, algunas investigaciones sugieren una participación compulsiva en el comportamiento sexual a pesar de las consecuencias negativas en modelos animales. Dado que los modelos de diagnóstico actuales utilizan conceptos relacionados con las drogas como criterios de diagnóstico para las adicciones,  no son adecuados para modelar conductas compulsivas en un entorno clínico.  En consecuencia, los sistemas de clasificación de diagnóstico, como el MDE, no incluyen la adicción sexual como diagnóstico porque actualmente hay "insuficiente evidencia revisada por pares para establecer los criterios de diagnóstico y las descripciones de los cursos necesarios para identificar estos comportamientos como trastornos mentales".  Una revisión sistemática sobre la adicción sexual realizada en 2014 argumentó que "la falta de evidencia empírica sobre la adicción sexual es el resultado de la ausencia total de la enfermedad en las versiones del Manual diagnóstico y estadístico de los trastornos mentales". 
Ha habido debates sobre la definición y existencia de adicciones sexuales durante décadas, como se cubrió el tema en un artículo de una revista de 1994.   La Clínica Mayo considera la adicción sexual una forma de trastorno obsesivo-compulsivo y se refiere a ella como "compulsividad sexual" (tenga en cuenta que la adicción se ha definido como una compulsión hacia estímulos gratificantes, aunque la ASAM ahora la describe como "una enfermedad primaria crónica del cerebro"). recompensa, motivación, memoria y circuitos relacionados."))   Un artículo que data de 1988 y una carta de comentarios en una revista publicada en 2006 afirmaron que la adicción al sexo es en sí misma un mito, un subproducto de influencias culturales y de otro tipo.   El artículo de 1988 argumentó que la afección es más bien una forma de proyectar el estigma social sobre los pacientes.  La "adicción al amor" también cae en la misma área controvertida, ya que se refiere a un patrón frecuente de relaciones íntimas que puede ser un subproducto de normas culturales y morales comúnmente aceptadas. 
En un informe de 2003, Marty Klein afirmó que "el concepto de adicción al sexo proporciona un excelente ejemplo de un modelo que es a la vez negativo en materia de sexo y políticamente desastroso".  : 8 Klein destacó una serie de características que consideró limitaciones cruciales del modelo de adicción al sexo  : 8 y afirmó que los criterios de diagnóstico de adicción sexual son fáciles de encontrar en internet.  : 9 Basándose en la prueba de detección de adicción sexual, afirmó que "los criterios de diagnóstico de adicción sexual convierten en problemas las experiencias no problemáticas y, como resultado, patologizan a la mayoría de las personas". 
Hipersexualidad o adicción sexual son otros términos utilizados para describir la actividad sexual compulsiva. Hay un fuerte énfasis en imaginaciones, impulsos o actos sexuales incontrolables. Como resultado, sus relaciones, su carrera, su salud y otras áreas de su vida se ven afectadas y usted experimenta miseria.
Varios tipos de experiencias sexuales que generalmente son gratificantes pueden asociarse con un comportamiento sexual compulsivo. La masturbación, el uso de una computadora para interactuar y excitarse sexualmente, tener muchas parejas, utilizar pornografía y pagar por sexo son algunos ejemplos. Sin embargo, probablemente se trate de un comportamiento sexual compulsivo cuando estas actividades ocupan una parte importante de su tiempo, le resultan difíciles de controlar, crean problemas para usted o para los demás o se convierten en una fuente importante de estrés. 
Se ha argumentado que el diagnóstico de CSBD no se basa en investigaciones sexuales. 
Según Apryl Alexander, históricamente, en Estados Unidos, la acusación de adicción al sexo ha sido la defensa preferida de los hombres blancos que cometieron delitos graves. 